# آلبرت کوچویی
آلبرت کوچویی (متولد ۸ تیر ۱۳۲۲ در همدان) نویسنده و مترجم ایرانی و مجری رادیوست.

## زندگی
آلبرت کوچویی زاده همدان در هفت سالگی همراه خانواده به آبادان رفت و تا دریافت دیپلم متوسطه در آبادان زیست. نوجوانی بیش نبود که با مطبوعات و در رادیو نفت ملی همکاری کرد. پس از آن در رادیو رضائیه به عنوان تهیه‌کننده، نویسنده و گوینده فارسی و سرپرست رادیو آشوری کار کرد. برای ادامه تحصیل دانشگاهی راهی تهران شد و در دانشکده‌های زبان مدرسه عالی پارس و مدرسه عالی ترجمه تا دریافت کارشناسی ارشد در خبر، تحصیل کرد.
در تهران، در رادیو تلویزیون ملی ایران و مطبوعات سراسری به نویسندگی، تهیه کنندگی و گویندگی پرداخت. از فعالیت‌های اجتماعی او در جامعه آشوری‌ها، حضور سه دوره به عنوان رئیس در انجمن اولیا و مربیان مجتمع آموزشی حضرت مریم، دو دوره رئیس در انجمن آشوری‌های تهران است.